# 888 Parysatis
A 888 Parysatis (ideiglenes jelöléssel 1918 DC) a Naprendszer kisbolygóövében található aszteroida. Max Wolf fedezte fel 1918. február 2-án, Heidelbergben.